# أضواء البيان في إيضاح القرآن بالقرآن
أضواء البيان في إيضاح القرآن بالقرآن أحد كتب تفاسير القرآن الكريم العصرية، ألفه محمد الأمين الشنقيطي، يعد الكتاب من كتب تفسير القرآن الكريم التي تعتمد في التفسير تفسير القرآن بالقرآن أو التفسير بالمأثور، فمؤلفه يحاول أن يوضح المعنى الوارد في الآيات من خلال آيات أخرى أو بعض الأحاديث النبوية، ولا يتعرض للرأي إلا في القليل النادر أو حيث يحتاج إليه، إذا لم يكن عنده ما يعتمد عليه في التفسير من الآيات والأحاديث.

## أسلوب التفسير
انتهج المؤلف في مؤلفه منهج التفسير بلا غرابة ولا تطويل، محتجًا بالأحاديث الصحيحة، التي وردت عن النبي، مبينًا أسباب النزول والناسخ والمنسوخ والأحكام، مستدلًا بمذهب الفقهاء كأبي حنيفة النعمان والشافعي وأحمد بن حنبل والليث والأوزاعي وغيرهم.
كما اعتمد المؤلف في تأليف كتابه على أمهات الكتب والمصادر في شتى الفنون، ومن أهم كتب التفاسير التي نقل عنها المؤلف كتاب تفسير ابن جرير الطبري، وأحكام القران لمؤلفه أبو بكر بن العربي، وكتاب المحرر الوجيز في تفسير الكتاب العزيز وتفسير ابن كثير، وقد أيد ذلك كله بالأحاديث التي أوردها المحدثون في كتبهم كصحيح البخاري وشرحه فتح الباري، وصحيح مسلم، والمختصر لابن الحاجب في الأصول، ومن أهم الكتب التي اعتمد عليها الشنقيطي في الجرح والتعديل الكامل في ضعفاء الرجال لمؤلفه أبو أحمد بن عدي الجرجاني، والتقريب والتهذيب للحافظ ابن حجر العسقلاني.
كما نقل الشنقيطي عن أكثر أهل اللغة، كأبي عبيد وغيره، مؤيدًا ذلك بالأبيات الشعرية الموضحة للمعنى، وابن مالك وأبو منصور الأزهري في تهذيب اللغة، وكتب الفقهاء كشرح المذهب للحافظ النووي، وابن القاسم في كتابه المدونة، وابن القصار وغيرهم، وقد التزم ألا يبين القران إلا بقراءة سبعية دون أن القراءات الشاذة، ولكنه ذكر في مواضع نادرة القراءة الشاذة استشهادًا للبيان بقراءة سبعية.
وقد عمد الشنقيطي إلى تبيان الأحكام الفقهية عند تفسيره، وذلك بعد عرضه لآية القرانية وذكر المسائل والتنبيهات المتعلقة بها كقوله: المسألة الأولى، الثانية.. كما عمد إلى تحقيق بعض المسائل اللغوية وما يحتاج إليها من صرف وإعراب، واستشهاد بشعر العرب، وتحقيق ما يحتاج إليه من المسائل الأصولية والكلام على أسانيد الأحاديث، كل ذلك مع أدلتها من القران الكريم والسنة النبوية وأقوال العلماء، وترجيح ما ظهر بالدليل من غير تعصب لمذهب معين.

## سبب تأليف الكتاب
قال محمد المختار بن محمد الأمين الشنقيطي في مقدمة الكتاب: «واعلم أن من أهم المقصود بتأليفه أمران: أحدهما بيان القرآن بالقرآن لإجماع العلماء على أن أشرف أنواع التفسير وأجلها تفسير كتاب الله بكتاب الله، إذ لا أحد أعلم بمعنى كلام الله جل وعلا من الله جل وعلا، وقد التزمنا أن لا نبين القرآن إلاّ بالقراءة السبعية سواء كانت قراءة أخرى في الآية المبينة نفسها، أو آية أخرى غيرها، ولا نعتمد على البيان بالقراءات الشاذة وربما ذكرنا القراءة الشاذة استشهادًا للبيان بقراءة سبعية، وقراءة أبي جعفر ويعقوب وخلف ليست من الشاذ عندنا ولا عند المحققين من أهل العلم بالقراءات. والثاني: بيان الأحكام الفقهية في جميع الآيات المبينة في هذا الكتاب، فإننا نبين ما فيها من الأحكام وأدلتها من السنة وأقوال العلماء في ذلك، ونرجح ما ظهر لنا أنه الراجح بالدليل، من غير تعصب لمذهب معين ولا لقول قائل معين، لأننا ننظر إلى ذات القول لا إلى قائله، لأن كل كلام فيه مقبول ومردود إلا كلامه صلى الله عليه وسلم ومعلوم أن الحق حق ولو كان قائله حقيرًا.
وقد تضمن هذا الكتاب أمورًا زائدة على ذلك، كتحقيق بعض المسائل اللغوية وما يحتاج إليه من صرف وإعراب والاستشهاد بشعر العرب وتحقيق ما يحتاج إليه فيه من المسائل الأصولية والكلام على أسانيد الأحاديث».

## تأليف الكتاب وطبعه
طبع كتاب أضواء البيان في تسع مجلدات، سبعة منها من تأليف محمد الشنقيطي، أما المجلدان الثامن والتاسع فهما تكملة الشيخ عطية محمد سالم، يقع الكتاب في سبعة أجزاء، وصل فيها الشنقيطي إلى قوله تعالى في سورة المجادلة: (أولئك حزب الله ألا إن حزب الله هم المفلحون) ثم وافته المنية، فأكمل التفسير من بعده تلميذه الشيخ عطية محمد سالم، فأكمل التفسير من سورة المجادلة حتى سورة الناس، وذلك بنفس أسلوب الشنقيطي في التفسير، وتُسمى تكملة عطية باسم تتمة أضواء البيان في إيضاح القرآن بالقرآن، طُبعت في جزئين، يقول عطية محمد سالم في مقدمة تتمته: «تتمة الأضواء هذه التي نقدم لها ليست بكتاب مستقل يتطلب مقدمة مستقلة، ولا هي جزء مما تقدمها فيكتفي لها بمقدمة الكتاب المتقدم، بل إنها بمنزلة البعض التابع للكل، فلاهي بمستقلة عنه ولا هي جزء منه».

## مؤلفات على التفسير
حظي كتاب أضواء البيان بالعديد من الدراسات والمؤلفات في مجالات عدة، وأهم الكتب المؤلفه عليه ما يلي:
- تتمة أضواء البيان في إيضاح القرآن بالقرآن: تأليف عطية محمد سالم، وهو عبارة عن تتمة لكتاب أضواء البيان، عندما توفي الشنقيطي كان قد انتهى من تفسير القرآن من سورة البقرة حتى سورة الحشر، فقام تلميذه عطية بإكمال بقية السور من سورة الحشر حتى سورة الناس، وأسماه تتمة أضواء البيان.
- القراءات عند الشيخ محمد الأمين الشنقيطي وأثرها في تفسيره أضواء البيان في إيضاح القرآن بالقرآن: تأليف خالد علي عبد الله مشعبي، جاء الكتاب بأنواع القراءات التي استعرضها الشنقيطي في تفسيره، وموقفه من كل نوع منها، وذكرت المصادر التي اعتمد عليها الشنقيطي في عرض القراءات، وطريقته في إيراد القراءات وعرضها، كما عرض الكتاب على أثر القراءات المتواترة، ثم الشاذة في استنباط الأحكام عند الشنقيطي في تفسيره.[5]
- علوم القرآن عند الشنقيطي في تفسيره أضواء البيان في إيضاح القرآن بالقرآن: تأليف صالح بن ناصر الناصر، تطرق الكتاب لعلوم القرآن عند الشيخ محمد الأمين الشنقيطي في تفسيره أضواء البيان، بدأ المؤلف بمبحث في المكي والمدني حيث يرى الشنقيطي أن هناك آيات مدنية في سور مكية، ومبحث في نزول القرآن حيث رجح الشنقيطي أن للقرآن نزولين، ومبحث في أسباب النزول حيث أطال الشنقيطي الكلام حول هذا الموضوع بخلاف غيره من المواضيع.[6]
- العذب المنير من مجالس الشنقيطي في التفسير: تأليف خالد بن عثمان السبت.[7]
- منسك الإمام الشنقيطي: وهو عبارة مجموع من تفاسير الشنقيطي في أضواء البيان، جمعه ورتبه عبد الله محمد الطيار وعبد العزيز بن محمد الحجلان، طُبع الكتاب في ثلاثة مجلدات.[8]
- فهرس المسائل الأصولية في أضواء البيان للشنقيطي: تأليف عبدالرحمن بن عبدالعزيز السديس، هي عبارة عن رسالة حصر ببليوجرافي للمسائل الأصولية في كتاب أضواء البيان في إيضاح القرآن بالقرآن للشيخ محمد الأمين الشنقيطي، حيث دأب الشنقيطي على رد أكثر المسائل الفروعية إلى أصولها، وضرب الأمثلة لها بما يمس حاجة أهل العلم، لذا قام عبد الرحمن السديس بجمع وحصر تلك المسائل الأصولية المتفرقة بين صفحات كتاب أضواء البيان وردها إلى مكانها في الكتاب لسهولة الوصول إليها والاستفادة بما جاء فيها.[9]
- العلامة الشنقيطي مفسرا دراسة منهجية على تفسيره المسمى أضواء البيان في إيضاح القرآن بالقرآن: تأليف عدنان ال شلش، يحاول الكاتب في مؤلفه الوصول إلى حقيقة منهج الإمام محمد الأمين الشنقيطي في تفسيره، وأهم خصائص تفسيره ومزاياه، وكشف مافي تفسيره من قضايا تفسيرية، ثم تقييم هذا التفسير وبيان منزلته بين قائمة التفاسير المتقدمة والمعاصرة، والتعرف إلى بعض خصائص المنطقة التي خَرَّجت الشنقيطي وأمثاله من علماء تلك البلاد.[10]

## وصلات خارجية
- تحميل كتاب أضواء البيان في إيضاح القرآن بالقرآن المكتبة الشاملة
- تحميل كتاب أضواء البيان في إيضاح القرآن بالقرآن المكتبة الوقفية